# Union régionale du Parti socialiste breton
L’Union régionale du Parti socialiste - Bureau régional d’études et d’informations socialiste (BREIS) – selon ses statuts – et parfois appelé le « PS breton »,,,, est une association politique bretonne créée en 1979. Elle unit les quatre fédérations départementales du Parti socialiste en région Bretagne.
Après s'être affirmé comme la première formation politique électorale dans la région dès les années 1980, le PS breton conserve aujourd'hui une position clé en étant à la tête de l'exécutif breton depuis près de 20 ans, ainsi que de deux départements, les Côtes-d'Armor et l'Ille-et-Vilaine.
Elle a été fondée à l'initiative de personnalités politiques bretonnes comme l'ancien ministre et maire de Mellac Louis Le Pensec ou encore de Charles Josselin, l'ancien président du conseil général des Côtes-d'Armor. Pour le spécialiste de la politique bretonne Jean-Jacques Monnier, la durée de la carrière politique de Le Pensec et Josselin illustre une montée régulière que connaît la gauche bretonne dès les années 1970, s'effectuant « aux dépens des centristes ».
L'Union régionale du PS - BREIS a pour objet:
- de réunir, étudier, éditer, diffuser tous documents et publications relatifs au développement économique, social et culturel de la Bretagne ;
- d’organiser des stages et sessions d’étude et de formation à l’intention des élus des collectivités locales ;
- de regrouper, confronter et échanger les diverses expériences menées en Bretagne par les dites collectivités.

## Histoire

### Origines de l'enracinement du socialisme en Bretagne
Dès 1900, une brève Fédération socialiste de Bretagne (FSB) se constitue parmi les premières structures militantes socialistes bretonnes. Elle disparaît en 1907 au profit des fédérations départementales de la SFIO.
Dans les années 1960, le Parti socialiste unifié (PSU) occupe une place d'une part limitée parmi les forces politiques implantées en Bretagne mais d'autre part « considérable » par son rôle dans la modernisation de la gauche non-communiste d'après l'historien et universitaire Christian Bougeard. Selon lui, l'analyse de l'implantation de ce « petit parti » en Bretagne est essentielle à la compréhension du processus d'enracinement du jeune Parti socialiste dans la région.

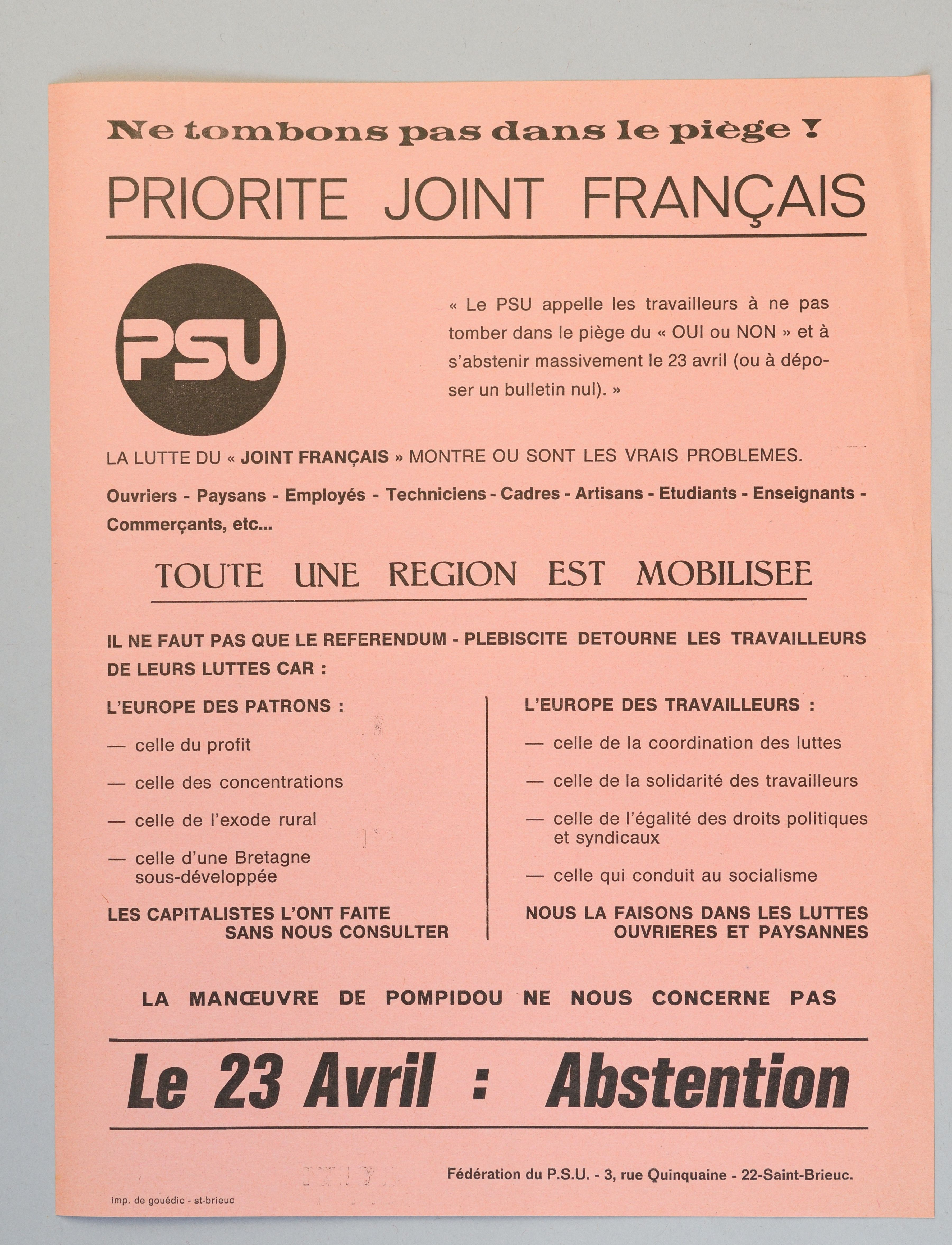
Tract du PSU reliant la grève du Joint français au référendum français sur l'élargissement des Communautés européennes.

De 1960 à 1974, l'expérience du Parti socialiste unifié dans la région a contribué à l’enracinement et au renouvellement du socialisme en Bretagne grâce à sa réflexion aux mutations profondes de la société et en participant aux diverses luttes de la période, notamment dans la grève du Joint français à Saint-Brieuc en 1972.

### 1979: création du BREIS en plein «réveil breton»
Le 13 juillet 1979, lors du réveil et du « miracle économique » breton des années 1960 à 1980, est fondé le BREIS (pour Bureau régional d’études et d’informations socialiste) à l'initiative de l'ancien maire de Rennes et ministre de la Santé Edmond Hervé, l'ancien président du conseil général des Côtes-d'Armor Charles Josselin, l'ancien maire de Brest Francis Le Blé, l'ancien maire de Saint-Brieuc Yves Le Foll et l'ancien ministre et maire de Mellac Louis Le Pensec.
Au même moment, le puissant et fédérateur Comité d'étude et de liaison des intérêts bretons (CELIB) s'éteint progressivement,. L'un de ses membres actifs et ancien vice-président Michel Phlipponneau participe à la création dès 1972 d'une organisation politique de défense des intérêts bretons qui deviendra le BREIS. La diffusion de sa pensée joue un rôle important dans la « régionalisation du socialisme » et la conversion au socialisme du régionalisme en Bretagne selon François Prigent, docteur en histoire contemporaine.
Dès lors, les réseaux du Parti socialiste breton commencent à relayer les revendications sociales, économiques et culturelles bretonnes, permettant ainsi l'élargissement du Parti socialiste dans toute la Bretagne.
Avec le BREIS, le PS breton capitalise l’effervescence politique, animée par une extrême gauche alors très active dans la région, tout en prenant en compte la revendication « identitaire, régionaliste voire écologiste » portée par le Parti socialiste unifié (PSU) selon l'historien Christian Bougeard.
Selon Jean-Jacques Monnier, spécialiste de l'histoire politique de la Bretagne, les années 1970 voient l'émergence de « nouveaux notables » plus jeunes et « plus ouverts » comme Charles Josselin, Louis Le Pensec, puis Jean-Yves Le Drian à la fin de la décennie. Pour lui, la contestation bretonne trouve un écho et « un relais » dans le nouveau Parti socialiste qui se développe à cette époque. Pour l'historien Christian Bougeard, les socialistes bretons ont compris « intelligemment » les enjeux régionalistes.

### 1990: succès durable du socialisme breton
En 1986, l'électorat breton reste favorable aux socialistes en élisant 15 de ses députés sous le mandat de François Mitterrand. Après la dissolution de l'Assemblée nationale par Jacques Chirac de 1997, c'est la victoire de la coalition de gauche plurielle. Une victoire des socialistes, également confirmée en 1998 lors de la victoire du PS breton dans le Finistère, mené par Pierre Maille.
En 2001, les élections municipales et cantonales profitent aux socialistes bretons, malgré une « usure » du pouvoir central relève l'historien Jean-Jacques Monnier. L'année suivante, ils conservent 14 de leurs 36 sièges bretons, « un bien meilleur résultat qu'au niveau français ». L'historien questionne alors si l'implantation électorale des socialistes bretons coïncide avec un renforcement du parti : le nombre d'adhérents n'égale en rien « l'afflux des électeurs » que connaît le Parti socialiste avec seulement 6 000 adhérents sur les cinq départements de Bretagne.
En 2012, malgré un accroissement d'élus sous l'étiquette « divers gauche », parfois au détriment de sortants socialistes, le candidat socialiste à l'élection présidentielle François Hollande arrive en tête dans les cinq départements de Bretagne, dans les quatre départements de la région administrative, comme en Loire-Atlantique où il dépasse le record de Mitterrand de 1988. Dans le Finistère, Quimper avait donné l'un des plus gros scores au candidat socialiste. Le maire de la ville, Bernard Poignant est un proche de François Hollande et également président et porte-parole du Bureau régional d’études et d’informations socialiste.
Le 12 avril 2015, les dirigeants des quatre fédérations départementales du PS breton confient au maire de Liffré Loïg Chesnais-Girard la préparation et la conduire de la campagne des socialistes en Bretagne. Le 30 juin suivant, les socialistes bretons désignent unanimement Loïg Chesnais-Girard à la tête du PS breton, l'Union régionale du PS - BREIS. Il succède ainsi au maire de Quimperlé Mickaël Quernez. Le 18 décembre 2015, Jean-Yves Le Drian est réélu à la tête du conseil régional de Bretagne après un premier mandat de 2004 à 2012.

### 2017: ère post-Hollande
Le 30 avril 2021, en soutien à une future candidature à la réélection de Loïg Chesnais-Girard, les premiers secrétaires fédéraux départementaux du Parti socialiste en Bretagne présentent leur contribution à un projet régional 2021-2027 et réaffirment que le PS breton « n'est pas mort ». Il « reste déterminant » selon sa secrétaire régionale Forough Salami-Dadkhah. Le 4 mai suivant, Loïg Chesnais-Girard déclare sa candidature aux élections régionales de 2021, à Trébeurden. En avril 2022, l'ancien président du PS breton Loïg Chesnais-Girard annonce quitter le Parti socialiste, s'opposant ainsi aux négociations entre son parti et La France insoumise en vue de définir des candidatures communes pour les élections législatives de 2022.
En mai 2023, les différents courants nationaux du Parti socialiste, divisés entre les partisans d'Olivier Faure et ceux de Nicolas Mayer-Rossignol, s'exportent au sein du Parti socialiste breton lors de la désignation du successeur de Forough Salami-Dadkhah à la tête de l'Union régionale du PS - BREIS.

## Organisation
| Président              | Mandat            | Fonction                                                     |
| ---------------------- | ----------------- | ------------------------------------------------------------ |
| Bernard Poignant       | 2007 – 2013       | Président et porte-parole de l'Union régionale du PS - BREIS |
| Mickaël Quernez        | 2013 – 2015       | Président de l'Union régionale du PS - BREIS                 |
| Loïg Chesnais-Girard   | 2015 – 2020       | Président et porte-parole de l'Union régionale du PS - BREIS |
| Forough Salami-Dadkhah | 2020 – (en cours) | Présidente de l'Union régionale du PS - BREIS                |

### Personnalités
Liste non exhaustive de personnalités membres de l'Union régionale ou qui s'en disent proches :
- Loïg Chesnais-Girard, ancien maire de Liffré et président du conseil régional de Bretagne ;
- Jean-Yves Le Drian, ancien ministre, président PS du conseil régional de Bretagne et maire de Lorient ;
- Pierre Maille, ancien président PS du conseil général du Finistère et maire de Brest ;
- Charles Josselin, ancien président du conseil général des Côtes-d'Armor ;
- Francis Le Blé, ancien maire PS de Brest ;
- Louis Le Pensec, ancien ministre et maire de Mellac ;
- Yves Le Foll, ancien député et ancien maire de Saint-Brieuc ;
- Jean-Pierre Thomin, ancien maire de Landerneau ;
- Michaël Quernez, ancien dirigeant de l'Union régionale et vice-président du conseil régional de Bretagne chargé du climat et des mobilités ;
- Forough Salami-Dadkhah, vice-présidente du conseil régional de Bretagne chargée de l'emploi et de la formation ;
- Fanny Chappé, conseillière régionale et présidente du groupe social-démocrate au conseil régional de Bretagne.

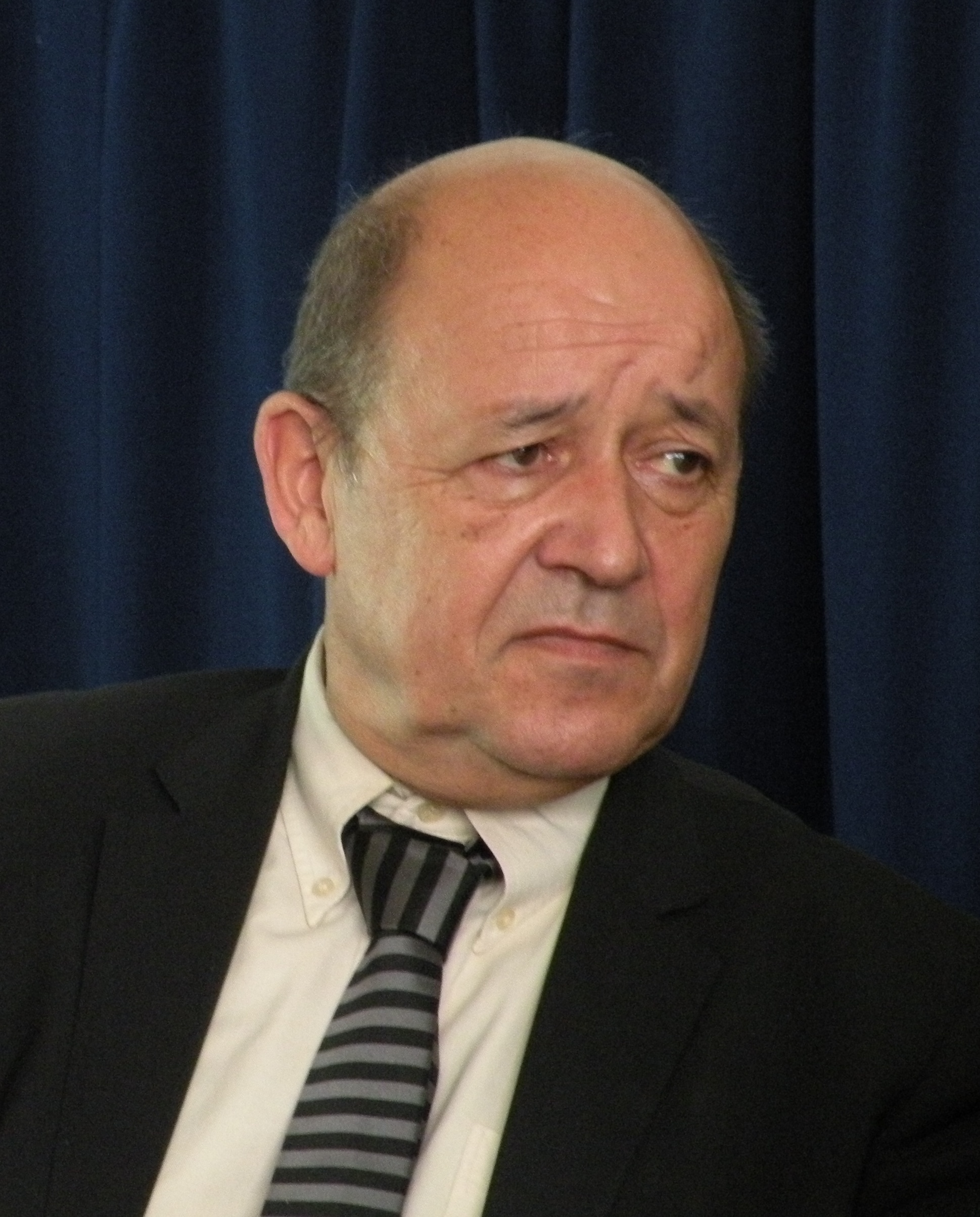
Jean-Yves Le Drian
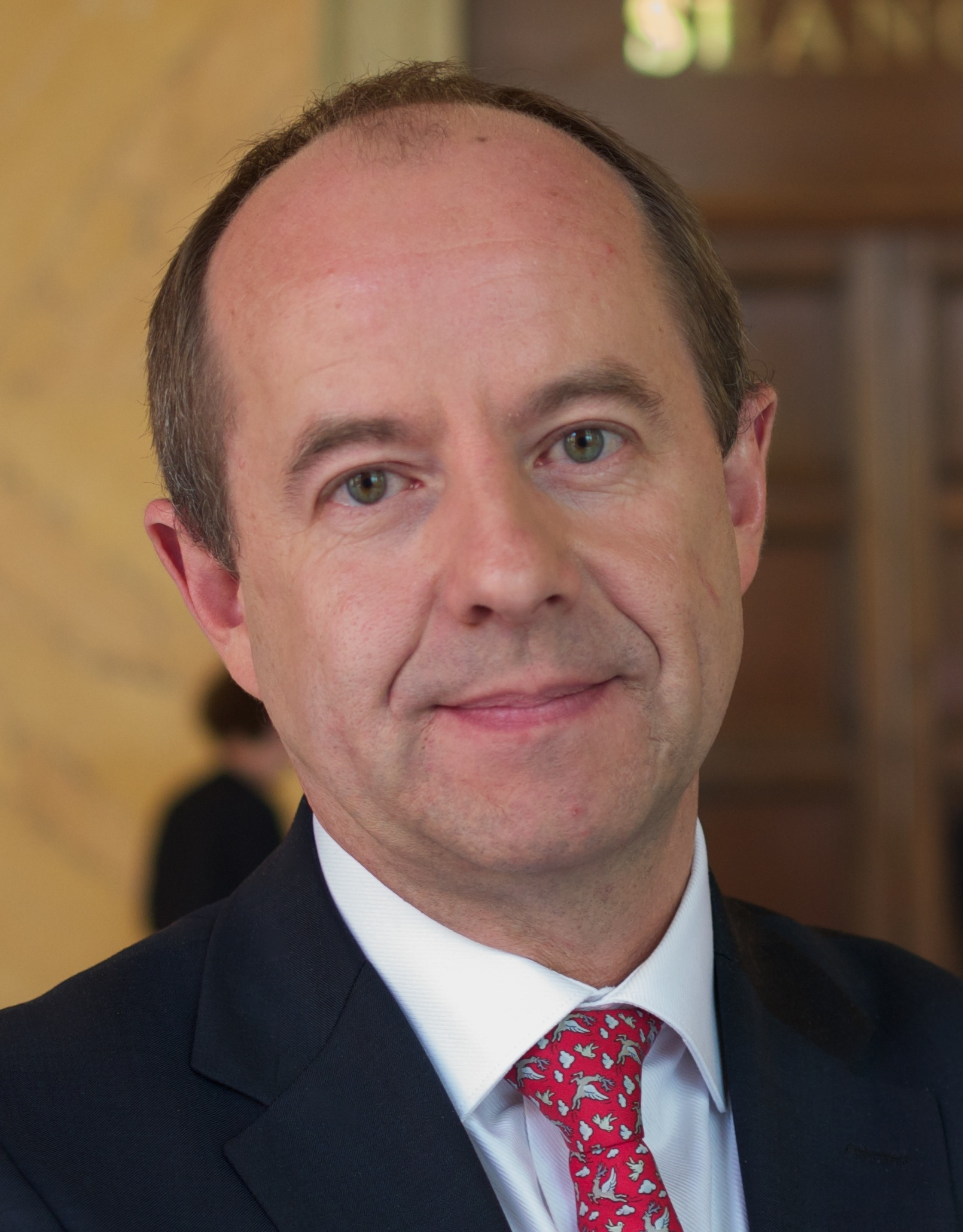
Jean-Jacques Urvoas
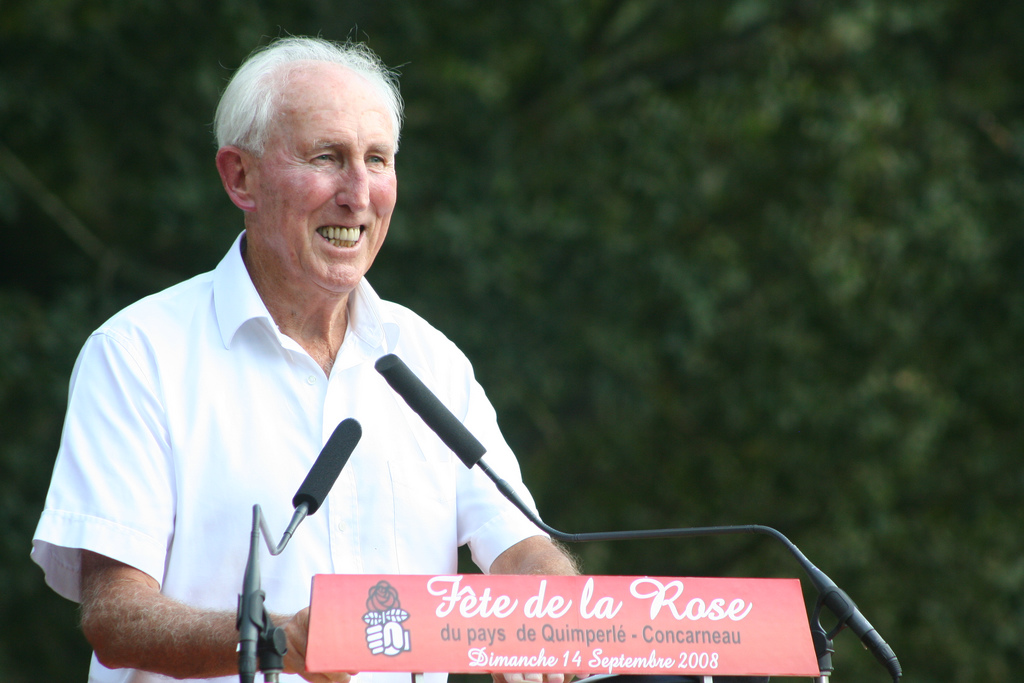
Louis Le Pensec